# Союз українок Канади
Союз Українок Канади постав 25 грудня 1926 у Саскатуні під час Всеканадського українського з'їзду на базі місцевого Товариства ім. О. Кобилянської з метою гуртувати православних українок, зберегти і піднести їх національну свідомість, допомагати рідному краєві тощо.
Союз Українок Канади мав триступеневу організацію: централя (з змінним осідком: Вінніпег, Едмонтон, Гамільтон, Саскатун, Торонто), 5 провінціальних управ, 142 (на 1976 рік) відділи, кількість членкинь близько 5 000.
Ділянки праці: організаційна, культурно-освітня (серед інших при Інституті ім. П. Могили створено Музей народного мистецтва), виховна (співпраця при організації українського шкільництва, зокрема дошкілля), інформування канандського світу про Україну, видання (з 1929 стор. С. У. Ж. у тижневику «Український Голос», з 1960 — власний місячник «Промінь»).
Союз Українок Канади з 1939 року входить до Ради Жінок Канади, а з 1944 до Комітету Українок Канади; бере участь у Конгресах Міжнародної жіночої Ради.
Голови Союзу Українок Канади: С. Василишин, О. Войценко, Л. Івасюк, Наталія Когуська, К. Міськів, Анастасія Рурик, С. Пауш, О. Свистун, Савеля Стечишин, М. Ткачук, А. Токарик, Л. Хорош, Д. Янда, Ганка Романчич-Ковальчук, з 1976 А. Шемелюк.